# Заполье (Мостовский район)
Заполье (белор. Заполле) — деревня в Дубненском сельсовете Мостовского района Гродненской области Республики Беларусь.
В деревне имеются один магазин, один фельдшерско-акушерский пункт, банный комплекс, МТФ «Заполье».
Телефонный код	+375 1515.

## География
Деревня расположена в 7 километрах от города Мосты, 32 километрах от аэропорта Гродно, 56 километрах от города Гродно.
Вдоль Заполья протекает река Дубница, местность принадлежит бассейну реки Неман, которая протекает в 2,5 километрах от деревни.

## Население
- XIX век: 1886 год — 68 дворов, 584 жителей.
- XX век: 1905 год — 1241 житель; 1921 год — 661 житель; 1959 год — 882 житель; 1970 год — 782 жителя.
- XXI век: 2001 год — 180 дворов, 370 жителей; 2009 год — 265 жителей; 2019 год — 219 жителей [2].

## Транспорт
- Автобусная остановка Заполье
- Железнодорожный остановочный пункт Заполье.
- В 500 метрах от деревни проходит дорога республиканского значения Слоним — Поречье (Р41).

## История
Известна с XVI века как село. Описана в “Писцовой книге Гродненской экономии” 1558 года. В это время село состояло из трех частей. В каждой из частей было 22 участка. Согласно рукописным документам сожжена  в начале XVIII века во время Северной войны. Жители переселились на новое место, которое находилось около реки Дубница, построили там новые усадьбы. В деревне жили государственные крестьяне. В 1795 году Екатерина II подарила Заполье (105 душ мужского и женского пола) статскому советнику Шнизе. В 19 – начале XX века деревня Дубненской волости Гродненского уезда. Относилась к Дубненскому православному приходу. В 1886 году здесь было 68 дворов, 584 жителей. В 1905 году 1241 житель. С марта 1921 года в составе Польши, в Гродненском уезде Белостокского воеводства. В 1939 году перешла к БССР в результате Договора о ненападении между Германией и Советским Союзом. С 12.10.1940г. в Дубненском сельсовете. В Великую Отечественную войну с июня 1941г. до 14.07.1944г. оккупирована гитлеровцами, 57 жителей воевали на фронте, из них 29 погибли. Согласно переписям: 1959г. – 882, 1970г. – 782 жителя. На 01.01.2001г. 180 дворов, 370 жителей, фельдшерско-акушерский пункт, клуб, библиотека, магазин.
На 01.01.2019г. 219 жителей.